# کارل میلیکن
کارل میلیکن (انگلیسی: Carl Milliken؛ ۱۳ ژوئیه ۱۸۷۷ – May 1, 1961 (aged 83)) اهالی کسب‌وکار اهل ایالات متحده آمریکا بود.
وی فرماندار ایالت مین بود.